# Il manoscritto trovato in una carrozzella
Il manoscritto trovato in una carrozzella è una storia a fumetti di Valentina, celebre personaggio creato da Guido Crepax. Si tratta di una storia breve, in cui compare per la prima volta Mattia, il figlio di Valentina e Philip.

## Trama
Valentina è al parco che legge con accanto la carrozzella di Mattia, quando una donna di nascosto infila dei fogli dentro la culla. La donna e l’uomo che era insieme a lei vengono aggrediti da altri tre, che però non trovano quello che stanno cercando. Nel pomeriggio l’uomo e la donna suonano alla porta di Valentina chiedendo di fare delle foto al bambino, ma Valentina rifiuta e mette tutto il contenuto della carrozzella a lavare. Philip, rientrando tardi a casa, viene aggredito dagli stessi individui, che si impossessano della carrozzella. Valentina svuota la lavatrice e scopre che dei disegni sono rimasti impressi su tutti i vestiti. Nel frattempo i due gruppi rivali si stanno contendendo la carrozzella rubata, finché Valentina interviene e riesce a riappropriarsene. Alla fine Philip scopre che si trattava di un fumetto jugoslavo sfuggito alla censura, del quale entrambi i gruppi, essendo avversari politici, volevano entrare in possesso.

## Personaggi

### Valentina Rosselli
Fotografa milanese, in questa storia è per la prima volta in compagnia del figlio Mattia.

### Philip Rembrandt
Compagno di Valentina e padre di Mattia, in questo episodio usa la sua capacità investigativa per risolvere un nuovo mistero.

## Pubblicazioni
- linus dicembre 1970[1]
- Milano Libri (Valentina assassina?) marzo 1977
- RCS (Volume 4) 2007
- Salani (Misteri e misfatti) 2010
- Mondadori (Volume 23) 2015